# Hugo Brizuela
Hugo Brizuela (Pilar, 8 februari 1969) is een voormalig  Paraguayaans voetballer. 
Met Pachuca werd hij Mexicaans kampioen in 2001. Met het nationale elftal stond hij op het WK 1998.